# Vorhang auf, Film ab!
Vorhang auf, Film ab! war ab Mitte der 1980er bis Anfang der 1990er Jahre eine wöchentliche Sendereihe des Ersten Deutschen Fernsehens. Sie wurde freitags zwischen der Tagesschau 16:00 Uhr und der Tagesschau 17:50 Uhr ausgestrahlt.
Durch die Sendung „führte“ in den späteren Folgen – mit relativ starken englischen Akzent – Pete York, der Schlagzeuger der Spencer Davis Group, welcher auch in der Sendung musizierte. Er wirkte in vielen Sketchen des Vorprogrammes mit und spielt auch den Bogart-Verschnitt, welcher sich im Vorspann eine Zigarette anzündet.
Die Sendung war aufgebaut wie eine klassische Kinovorstellung mit Vorprogramm und Hauptfilm.

## Ablauf und Inhalte

### Vorspann
In den früheren Folgen lichtete sich, nach der Ankündigung des Vor- und Hauptfilms durch die Programmsprecher (Ansager), ein weinroter sowie ein brauner Vorhang und der Vorfilm begann. Nach diesem schlossen sich die Vorhänge nur kurz wieder, um sich danach gleich wieder zu öffnen und den Hauptfilm freizugeben.
In den späteren Jahren begann die Sendung mit der Außenansicht des Modells einer Villa, welche im Zeitraffer im Laufe der Jahrzehnte gezeigt wurde (u. a. auch deren Bombardierung während des Krieges). Anschließend sieht man einen Mann eine Zigarette anzünden, im Hintergrund ein Kino im Stil der 40er Jahre namens "Broadway" (unter dem Schriftzug blinkte auf einer leuchtenden Anzeigetafel: VORHANG AUF - FILM AB). Der Mann geht aus dem Bild und die Kamera fährt auf das Kino zu, eine Treppe hinauf und danach in einen Miniatur-Kinosaal: die Saaltüren öffneten sich und die Kamera schwebte über die Sesselreihen hinweg zum roten Vorhang, der sich – untermalt von einem Gong – langsam öffnete und die Leinwand frei gab, auf der Ziffern und Zeichen wie bei einer Filmvorführung projiziert wurden. Daraufhin wird ein buntes waberndes 60er Psychedelic-Muster und darauf der Schriftzug "DAS VORPROGRAMM" eingeblendet. Als Hintergrundmusik lief ein klassisch angehauchtes Stück mit leichten Streicher- und Bläserarrangements.
Nach einem 10- bis 15-minütigen, meist ausgesprochen skurrilen Kurzfilm ertönte abermals ein Gong und auf der Leinwand erschien wiederum das Psychedelic-Muster mit dem Schriftzug „DER HAUPTFILM“. Anschließend wurde ein Film oder die Folge aus einer Serie gezeigt.

### Vorprogramm
Das Vorprogramm bot neben Cartoons (wie z. B. Quark, Die Micky- und Donald-Show u. a.), auch Kurz- und Trickfilme. Des Weiteren gab es selbst produzierte Western-Sketche (z. B. Ein Mann sieht Brot in Anlehnung an den Charles-Bronson-Klassiker Ein Mann sieht rot und ein Duell zwischen zwei Cowboys, bei welchem am Ende die beiden Revolver der Kontrahenten über die Theke um die Wette „ritten“). Darüber hinaus wurden die "Minutenklassiker", in denen ein Filmklassiker (z. B. 12 Uhr Mittags, Der dritte Mann u. a.) auf eine Minute zusammengeschnitten wurde, gezeigt. Unter der Rubrik "Wunderbare Werbewelt" liefen verrückt, witzige Werbepersiflagen.
Liste weiterer gezeigter Kurzfilme im Vorprogramm:
- Der Kleistermann (Zeichentrickfilm von Ursula und Franz Winzentsen)
- Die Geschichte vom Wasserfall (Eine wahre Bildergeschichte von Margret und Rolf Rettich)
- Der Elefant auf Papas Auto - Eine unglaubliche Geschichte (Wh. von 1976 aus der Sendereihe Die Sendung mit der Maus)
- Auf der Suche nach einem Monster (Film von Franz Xaver Gernstl)
- Die kleine Dampflok (Zwei lustige Abenteuer der Lok Egon und des Lokomotivführers Hans Dampf)
- Sanddünen-Rennen (Ein Film von Greg MacGillivray und Jim Freeman)
- Spielen oder parken (Buch und Regie: Tom Burghard)
- Micky Maus: Donald als Leuchtturmwärter
- Die Micky und Donald-Show (Eine Zeichentrickparade von Walt Disney)
- Plutos Babys (Zeichentrickfilm)
- Folklore im Einkaufsnetz (Wochenmärkte in Europa, Asien, Afrika)
- Zoogeschichten (Die ersten Minuten im Vogelleben)
- Bist Du ein Feigling, Andi Antes? (Schwedischer Zeichentrickfilm)
- Victor und Maria - Der Mond (Englischer Zeichentrickfilm)
- Buster Keaton Filme
- Menschen, Tiere, Poli-Ticker von Loriot
- Leben am seidenen Faden - Bemerkungen über die Spinne (Dokumentarfilm von Horst Stern (1975))

Unter den Hauptfilmen waren beispielsweise viele der fantastischen Real/Trick-Filme von Karel Zeman, wie z. B. Reise in die Urwelt (1954), Die Erfindung des Verderbens (1957), Das gestohlene Luftschiff (1967) und Auf dem Kometen (1970), aber auch andere Filme, meist Abenteuer- und Trickfilme.
Ein weiterer bekannter Hauptfilm war der dänische Fantasy-Zeichentrickfilm Walhalla von 1986, in welchem auch erstmals der kleine Troll Quark mitspielte (die Quark-Cartoons aus dem Vorprogramm waren eine Spin-off-Serie zu dem Film).
Liste weiterer gezeigter Hauptfilme:
- Wenn der Wind weht
- Cinderella ’80
- Kein Platz für wilde Tiere (Deutscher Dokumentarfilm von Prof. Bernhard Grzimek von 1956)
- Das letzte Einhorn
- Die unvollkommene Finsternis (Ein Film über die Hoffnung, tschechischer Kinderfilm von 1982)
- Geschichten aus der Steinzeit (3-teiliger Fernsehfilm von 1977)
- Lauf, Rebecca, lauf (Gefährliches Abenteuer eines kleinen Mädchens, australischer Spielfilm)
- Das große Abenteuer im Ballon (amerikanischer Spielfilm von 1978)
- Das neunte Herz
- Manege frei (Deutsch-französischer Spielfilm von 1950)
- Stormboy - Kinder des Sturms (von Sonja Borg nach einem Roman von Colin Thiele, australischer Spielfilm von 1976)
- Bis der Groschen fällt (deutscher Fernsehfilm von Lothar Spree von 1984)
- Der Schatz im Höllental (Preisgekrönter Spielfilm um einen geheimnisvollen Kriegsschatz, Fernsehfilm von Wolfgang Borges)
- Serengeti darf nicht sterben (Deutscher Dokumentarfilm von Prof. Bernhard Grzimek von 1959)
- Unter dem Dachsfelsen (Tschechoslowakischer Spielfilm von 1978)
- Jon und Jan (Preisgekrönter isländischer Fernsehfilm nach der Kinderbuchreihe von Guðrún Helgadóttir)
- Der Letzte der Indianer (Kanadischer Spielfilm von 1979 nach einem Roman von Mitchell Jayne, Regie: Donald Shebib, mit Will Sampson, Charlie Fields, Geoffrey Bowes u. a.)
- Der Katzenprinz (Tschechoslowakischer Märchenfilm für Kinder, Drehbuch Ota Hofman)
- Am Anfang war doch nicht der Pflasterstein (Spieldokumentation von Bernd Liebner und Jens-Peter Behrend)
- Im Wald, da sind... (Verrücktes Abenteuer einer Pfadfinder-Gruppe, englischer Spielfilm von Eric Sykes)
- Britta (Fernsehspiel)
- Der Flug des Navigators
- Der Tag, an dem die Erde Feuer fing
- The Munsters Filme
- Alles Tote Hose (Englischer Fernsehfilm von 1986)
- 'Tatörtchen' - ein dringender Fall
- Das Geheimnis des schwarzen Tankers (italienischer Fernsehfilm von 1985, mit Franco Nero)
- Entscheidung in Cartagena (Deutsch-italienischer Spielfilm von 1986, mit Franco Nero und Barbara De Rossi)